# Trapt
Pour le jeu vidéo, voir Trapt (jeu vidéo).
Trapt est un groupe de nu metal américain, originaire de Los Gatos, en Californie.

## Biographie

### Formation et débuts (1995–2000)
Les membres de Trapt se rencontrent au lycée au milieu des années 1990 et développent peu après un groupe avec Chris Taylor Brown (chant), Simon Ormandy (guitare), Peter « Pete » Charell (basse), et David Stege (batterie). Les quelques premières répétitions se passent chez Ormandy. Ils commencent à jouer localement en 1997 avant que tous ne sortent du lycée. Le groupe est accueilli positivement tandis qu'il se popularise. En 1998, ils ouvraient déjà en concert pour Papa Roach,.
Ils enregistrent et publient leur premier album, Amalgamation en 1999, qu'ils vendent à leurs shows. Leur deuxième projet musical, l'EP Glimpse, est publié en 2000, et un autre EP, l'homonyme Trapt. Entre la force de ces albums et le succès des tournées, ils arrivent à attirer l'intérêt des labels. Le premier album indépendant de Trapt, Amalgamation, est publié en juin 1999, et vendu à Los Gatos, en Californie. L'album est un succès local, et se vend à 900 exemplaires à la fin 1999.

### Trapt(2001–2003)
Le groupe signe au label Warner Bros. Records, et commence à enregistrer son premier album, avec Robin Diaz replaçant Stege à la batterie. Le 5 novembre 2002, le groupe publie son album éponyme, Trapt, qui comprend trois singles. En 2002, Headstrong, le premier single, atteint la première place des Modern Rock Tracks et Hot Mainstream Rock Tracks, et la 16e place du Billboard Hot 100, leur meilleur en date. Le deuxième single de l'album, Still Frame, arrive également à la première place du US Mainstream Rock, et la cinquième place des Modern Rock Tracks. Le troisième single, Echo, atteint la 10e place des Modern Rock Tracks. L'album Trapt est certifié disque de platine par la RIAA.

### Someone in Control(2004–2006)
Avant la sortie de leur prochain album, le groupe publie un EP trois titres, le 30 mars 2004, qui comprend des versions live des chansons Made of Glass et Echo de leur premier album. Leur deuxième album, intitulé Someone in Control, est publié le 13 septembre 2005. Il comprend trois singles : Stand Up, Waiting et Disconnected (Out of Touch). Ces chansons ne font pas mieux que l'album dans les classements, à l'exception de Stand Up qui atteint la troisième place du US Mainstream Rock. En soutien à l'album, Trapt tourne notamment avec Thousand Foot Krutch, Silvertide, Chevelle, et Three Days Grace, Nickelback.

### Only Through the Pain(2007–2009)
Leur album live intitulé Trapt Live!, est publié le 18 septembre 2007. L'album comprend deux nouvelles chansons (Stay Alive et Everything to Lose) et des versions live de neuf chansons issues de leur premiers albums. Le 7 mars 2008, le départ du guitariste Simon Ormandy est annoncé. Il est remplacé par Robb Torres. Malgré les rumeurs, le départ d'Ormandy s'est fait d'un commun accord, et Chris Taylor Brown continue de parler à voix haute d'Ormandy dans les médias, en annonçant Torres comme nouveau guitariste. Le 8 mars 2008, Trapt publie Who's Going Home With You Tonight? sur le site web, une chanson de leur prochain studio intitulé Only Through the Pain. Le groupe poste d'autres chansons de leur futur album : Black Rose, Contagious, Wasteland, et Ready When You Are. Le 15 avril 2008, Trapt annonce une tournée avec Mötley Crüe à leur Crüe Fest aux côtés de Buckcherry, Papa Roach et Sixx:A.M.. La tournée débute le 1er juillet 2008 à West Palm Beach, en Floride.
Le 10 juin 2008, Trapt publie le single Who's Going Home with You Tonight?. Ils annoncent aussi un clip de la chanson. Le 1er juillet 2008, Who's Going Home with You Tonight? est publiée en contenu téléchargeable pour la série de jeux vidéo Rock Band. Only Through the Pain est publié le 5 août 2008. Trapt tourne en soutien à l'album, ouvrant pour Hinder au Jägermeister Music Tour avec Rev Theory. En mars 2009, Trapt participe au Contagious Tour avec Red, Halestorm, Inept et Since October à de nombreux shows.

### No ApologiesetReborn(2010–2013)
En mars 2010, Trapt explique être en plein écriture d'un nouvel album, avec le producteur Johnny K. No Apologies est publié le 12 octobre 2010. Le premier single, Sound Off, est publiée sur iTunes le 20 juillet 2010. Une autre chanson, Stranger in the Mirror, est publié gratuitement sur leur page Facebook le 11 août 2010. En septembre 2010, les chansons Drama Queen, No Apologies, et Storyteller sont disponibles sur le site web du groupe. Le 25 octobre 2011, Cleopatra Records et Trapt publient une compilation, Headstrong. Elle comprend des versions réenregistrées, des démos, des remixes, et des versions acoustiques de Headstrong et Echo. Le 24 janvier 2012, Aaron « Monty » Montgomery quitte le groupe. Dylan Thomas Howard joue de la batterie pour le reste des concerts du groupe en janvier, et rejoint Trapt à la tournée entre avril et mai 2012. Trapt publie un nouveau single, Bring It.
Leur nouvel album, Reborn, est publié le 22 janvier 2013. Le 17 janvier 2013, Robb Torres poste un message sur Facebook révélant son départ du groupe. Le même jour, le groupe commence sa tournée Reborn avec le guitariste Travis Miguel, ancien membre de Atreyu, jusqu'en fin mars 2013. Le 16 juillet 2013, Trapt révèle un sixième album.

## Prises de position

### Sur l'affaire George Floyd
Fin mai 2020, le chanteur du groupe, Chris Taylor Brown, prend ouvertement position contre George Floyd et affirme sur les réseaux sociaux que ce dernier serait "en partie responsable de sa propre mort". Ainsi il affirme, entre autres, dans plusieurs publications et commentaires sur Facebook, que Floyd aurait résisté à son arrestation et qu'il n'existerait pas de réels problèmes de racisme aux États-Unis.
Enfin, le chanteur réaffirmera son soutien invétéré pour Donald Trump et sa gestion de crise tout en associant l'ensemble du groupe au mouvement du politicien.

## Membres

### Membres actuels
- Chris Taylor Brown – chant, guitare rythmique (depuis 1995), synthétiseurs, samples (2012)
- Peter « Pete » Charell – guitare basse (depuis 1995)
- Brendan Hengle – batterie, percussions (depuis 2016)
- Ty Fury – guitare solo, chœurs (depuis 2014)

### Anciens membres
- Dylan Howard – batterie (2012–2016)
- Rick Sanders – guitare solo (1995–1997)
- Simon Ormandy – guitare solo (1995–2008)
- David Stege – batterie (1995–2000)
- Robin Diaz – batterie (2000–2001)
- Aaron « Monty » Montgomery – batterie, percussions (2001–2012)
- Robb Torres – guitare solo, chœurs (2008–2013)
- Travis Miguel – guitare solo (2013)

## Discographie
- Glimpse EP (2000)
- Trapt (2002) - #42 U.S.
- Trapt EP (2004)
- Punisher (2004)
- Someone in Control (2005) - #14 U.S.
- Trapt Live! (album live) (2007)
- Only Through The Pain (2008)
- Contagious (Single) (2009)
- No Apologies (2010)
- Reborn (20 janvier 2013)
- DNA (19 aout 2016)